# منطقة باجالكوت
باجالكوت رمزها «BK» (بالإنجليزية: Bagalkot)‏ ، هو تقسيم إداري لدولة الهند تتبع ولاية كارناتاكا (بالإنجليزية: Karnataka)‏ ، مركزها هو مدينة باجالكوت (بالإنجليزية: Bagalkot)‏ عدد سكانها حسب تعداد سنة 2001 هو 1,652,232 ، مساحتها 6,583 كم² وكثافة السكان 251 لكل كم² .